# Doris Stevens

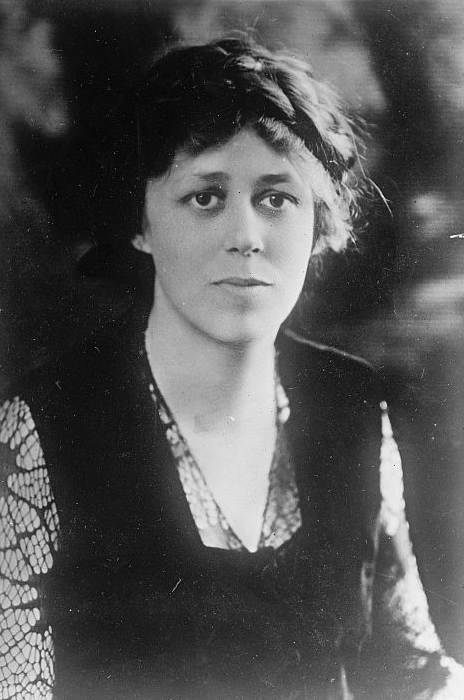
Doris Stevens

Doris Stevens, 1916

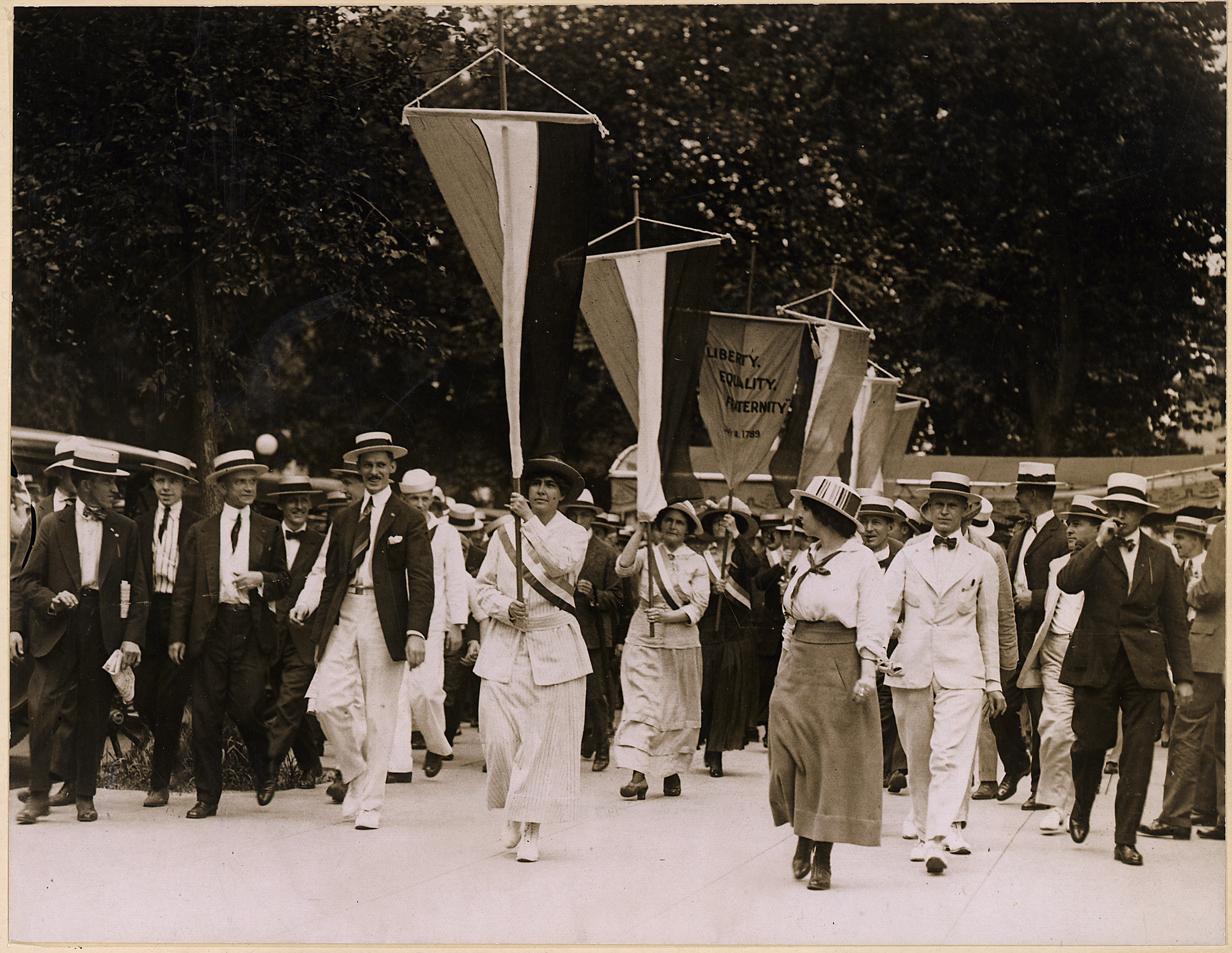
Julia Hurlbut aus Morristown, New Jersey, führte die sechzehn Mitglieder der National Womans Party an, die an der Streikposten-Demonstration vor dem Weißen Haus in Washington, District of Columbia, am 14. Juli 1917 teilnahmen, die zu ihrer Verhaftung führte. Diese sechzehn Frauen wurden am 17. Juli 1917 in das Arbeitshaus in Occoquan geschickt, nachdem sie sich geweigert hatten, Geldstrafen von jeweils 25 Dollar zu zahlen, wurden jedoch am 19. Juli 1917 begnadigt

Doris Caroline Stevens (* 26. Oktober 1888 in Omaha, Nebraska; † 22. März 1963 in New York City, New York (Bundesstaat)) war eine US-amerikanische Schriftstellerin und Frauenrechtlerin. Sie war das erste weibliche Mitglied des American Institute of International Law und war von 1924 bis 1948 erste Vorsitzende der Inter-American Commission of Women.

## Leben und Werk
Stevens war eines von vier Kindern von Caroline D. Stevens und dem Pastor Henry Henderbourck Stevens. Sie wuchs in Omaha auf und absolvierte 1905 die Omaha High School. Sie studierte dann am Oberlin College, wo sie 1911 einen Abschluss in Soziologie erwarb. Anschließend arbeitete sie in Cleveland, Ohio, und Michigan als Sozialarbeiterin und unterrichtete zwei Jahre als Musiklehrerin an einer High School. Sie zog 1913 nach Washington, D.C., wo sie regionale Organisatorin bei der National American Woman Suffrage Association (NAWSA) wurde.
Stevens schloss sich in Greenwich Village einer Gruppe von Feministinnen an, zu denen Inez Milholland, Mary Heaton Vorse, Susan Glaspell, Neith Boyce, Madeleine Zabriskie Doty, Louise Bryant, Ida Rauth, Dorothy Day und Crystal Eastman gehörten. 1913 gründete sie zusammen mit Alice Paul, Lucy Burns, Mabel Vernon, Olympia Brown, Mary Ritter Beard, Belle LaFollette, Helen Keller, Maria Montessori, Alva Belmont, Dorothy Day und Crystal Eastman die Congressional Union for Woman Suffrage(CUWS).
Nachdem sie von 1913 bis 1914 an der Ostküste tätig war, unter anderem in Newport (Rhode Island), zog sie 1914 nach Colorado und dann 1915 nach Kalifornien. Sie organisierte 1915 die erste Versammlung weiblicher Wähler auf der Panama-Pacific International Exposition in San Francisco und 1916 den NWP-Wahlkampf in Kalifornien. Als die CUWS 1916 zur National Woman's Party (NWP) wurde, organisierte Stevens Parteidelegierte für jeden der 435 Kongressbezirke, um die nationalen Frauenrechte zu erreichen und Kandidaten zu besiegen, die gegen die Rechte der Frauen waren.
Zwischen 1917 und 1919 war Stevens eine Teilnehmerin der Mahnwache Silent Sentinels vor dem Weißen Haus, um die Verabschiedung einer Verfassungsänderung für das Stimmrecht von Frauen zu fordern. Die Silent Sentinels waren eine Gruppe von Frauen, die vor dem Weißen Haus während der Präsidentschaft von Woodrow Wilson ab dem 10. Januar 1917 protestierten. Die Demonstrantinnen erinnerten Wilson ständig daran, dass er das Frauenwahlrecht nicht unterstützte. Zunächst wurden die Streikposten geduldet, später jedoch wegen Verkehrsbehinderung festgenommen. Die Frauen protestierten vor dem Weißen Hauses und später auf dem Lafayette Square bis zum 4. Juni 1919, als die neunzehnte Änderung der Verfassung der Vereinigten Staaten sowohl vom Repräsentantenhaus als auch vom Senat verabschiedet wurde. Stevens wurde mehrmals wegen ihrer Beteiligung festgenommen. Im Sommer 1917 wurde sie verhaftet und verbüßte drei Tage ihrer 60-tägigen Haftstrafe im Occoquan Workhouse, bevor sie eine Begnadigung erhielt. Im März 1919 wurde sie bei der NWP-Demonstration in der Metropolitan Opera in New York erneut inhaftiert. Nachdem der 19. Verfassungszusatz das Wahlrecht der Frauen gesichert hatte, veröffentlichte Stevens einen Insiderberichts über die Inhaftierung von NWP-Aktivisten Jailed for Freedom.

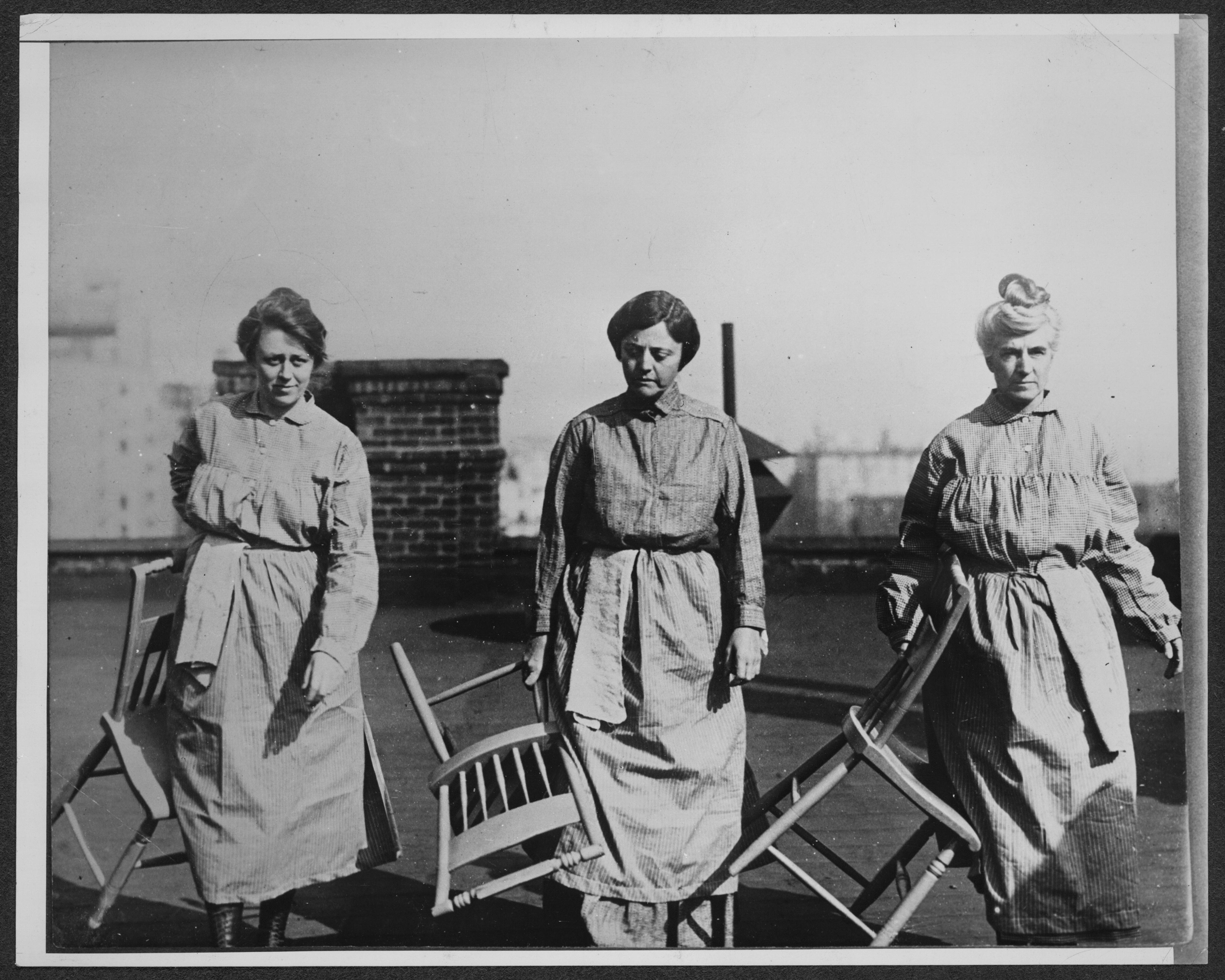
Außenfoto von drei Mitgliedern der Nationalen Frauenpartei im Gefängniskleid mit Holzstühlen auf dem Dach des Gebäudes. (Von links nach rechts): Doris Stevens, Alison Turnbull Hopkins und Eunice Dana Brannan

1921 heiratete sie den Anwalt Dudley Field Malone, der sie und andere Mitglieder der Kongressunion für Frauenwahlrecht vor Gericht vertreten hatte. Von der Mitte der 1920er Jahre lebte Stevens in Croton-on-Hudson und schloss sich einer Gruppe von in New York lebenden Radikalen an, zu denen Floyd Dell, Mary Heaton Vorse, Michael Gold, Hutchins Hapgood, Theodore Dreiser, Eugen Boissevain, William Zorach, Neith Boyce, Eugene O’Neill und Edna St. Vincent Millay gehörten. Stevens ließ sich 1929 von Dudley Field Malone scheiden und heiratete 1935 den Journalisten Jonathan E. Mitchell, der für die Zeitschrift New York World arbeitete.

## Gleichstellungsaktivismus
Der Schwerpunkt der NWP verlagerte sich auf die gesetzliche Gleichstellung für Frauen, einschließlich gleicher Beschäftigungsmöglichkeiten und Staatsangehörigkeit für verheiratete Frauen. Stevens war stellvertretende Vorsitzende der New Yorker Niederlassung der NWP und leitete 1924 die NWP-Kampagne „Frauen für den Kongress“.
Seit Kriegsende war die Überzeugung der Frauenorganisationen, dass alle Frauen mit ähnlichen Problemen konfrontiert waren wie Männer. 1927 führten Stevens und Alice Paul eine umfassende Studie darüber durch, wie Gesetze die Nationalität von Frauen beeinflussten, wenn sie ihre Nationalität durch Heirat verloren hatten oder sogar staatenlos wurden. Stevens traf sich mit Feministinnen in ganz Europa und hielt öffentliche Treffen ab, um Daten zu sammeln, darunter mit Luisa Baralt aus Havanna, Ellen Gleditsch aus Oslo, Chrystal Macmillan und Sybil Thomas, Margaret Mackworth, 2. Viscountess Rhondda aus Großbritannien, Marquesa del Ter aus Spanien, Maria Vérone aus Frankreich und Hélène Vacaresco aus Rumänien sowie verschiedenen Offizierinnen der Internationalen Föderation der Universitätsfrauen und anderen. Gemeinsam erstellten sie einen Bericht, in dem alle Gesetze zur Kontrolle der Staatsangehörigkeit von Frauen aus jedem Land in ihrer Muttersprache aufgeführt und anschließend auf einer Begleitseite übersetzt wurden. Zum einfachen Vergleich wurden Tabellen bereitgestellt und eine Zusammenfassung der Gesetze gegeben. Der Bericht wurde ursprünglich für ein Treffen vorbereitet, das 1930 im Völkerbund stattfinden sollte, um die Kodifizierung des Völkerrechts zu erörtern. Stevens war der Ansicht, dass die Nationalität von Frauen in diese Diskussion einbezogen werden sollte. Im September 1927 nahm sie an einer Vorbesprechung des Völkerbundes in Genf teil und erhielt einstimmige Unterstützung für ihren Vorschlag. Sie traf sich weiterhin mit Frauen und sammelte Daten, bis sie im Januar 1928 an der Panamerikanischen Konferenz in Havanna teilnahm. Stevens überzeugte das Leitungsgremium der Panamerikanischen Union, am 4. April 1928 die Inter-American Commission of Women (spanisch: Comisión Interamericana de Mujeres) (CIM) einzurichten.
Die erste Interamerikanische Frauenkommission (CIM) bestand aus sieben weiblichen Delegierten, die mit der Fertigstellung des Berichts für die nächste Panamerikanische Konferenz (1933) zur Überprüfung der bürgerlichen und politischen Gleichstellung von Frauen beauftragt waren. Stevens war von 1928 bis 1938 Vorsitzende der CIM. Sie und andere Suffragisten streikten 1928 gegen den französischen Präsidenten Gaston Doumergue, um die Weltfriedensdelegierten dazu zu bringen, einen Gleichstellungsvertrag zu unterstützen. Obwohl die Frauen erst verhaftet wurden, wurden sie wieder freigelassen, nachdem sie ihre Identität nachgewiesen hatten.
1929 kehrte Stevens in die USA zurück und begann ein Jurastudium. Sie belegte Kurse in internationalem Recht und Außenpolitik an der American University und der Columbia University. 1930 kehrte sie im Februar zum ersten Treffen der CIM-Frauen nach Havanna zurück, zu dem Flora de Oliveira Lima aus Brasilien, Aída Parada aus Chile, Lydia Fernández aus Costa Rica und Elena Mederos de González aus Kuba, Gloria Moya de Jiménez aus der Dominikanische Republik, Irene de Peyré aus Guatemala, Margarita Robles de Mendoza aus Mexiko, Juanita Molina de Fromen aus Nicaragu, Clara González aus Panama und Teresa Obregoso de Prevost aus Peru gehörten.
Von Kuba aus reiste sie am 13. März 1930 zur ersten Weltkonferenz zur Kodifizierung des Völkerrechts nach Den Haag. Stevens präsentierte ihre Daten und forderte die internationale Gemeinschaft auf, Gesetze zum Schutz der Staatsbürgerschaft von Frauen zu erlassen. Sie kehrte in die USA zurück und studierte weiter. Obwohl sie keinen Abschluss hatte, wurde sie 1931 das erste weibliche Mitglied des American Institute of International Law. Im selben Jahr nahmen sie, Belmont und Paul am Treffen des Völkerbundes im September teil, um ihre Ergebnisse vorzustellen.

## Siebte Panamerikanische Konferenz

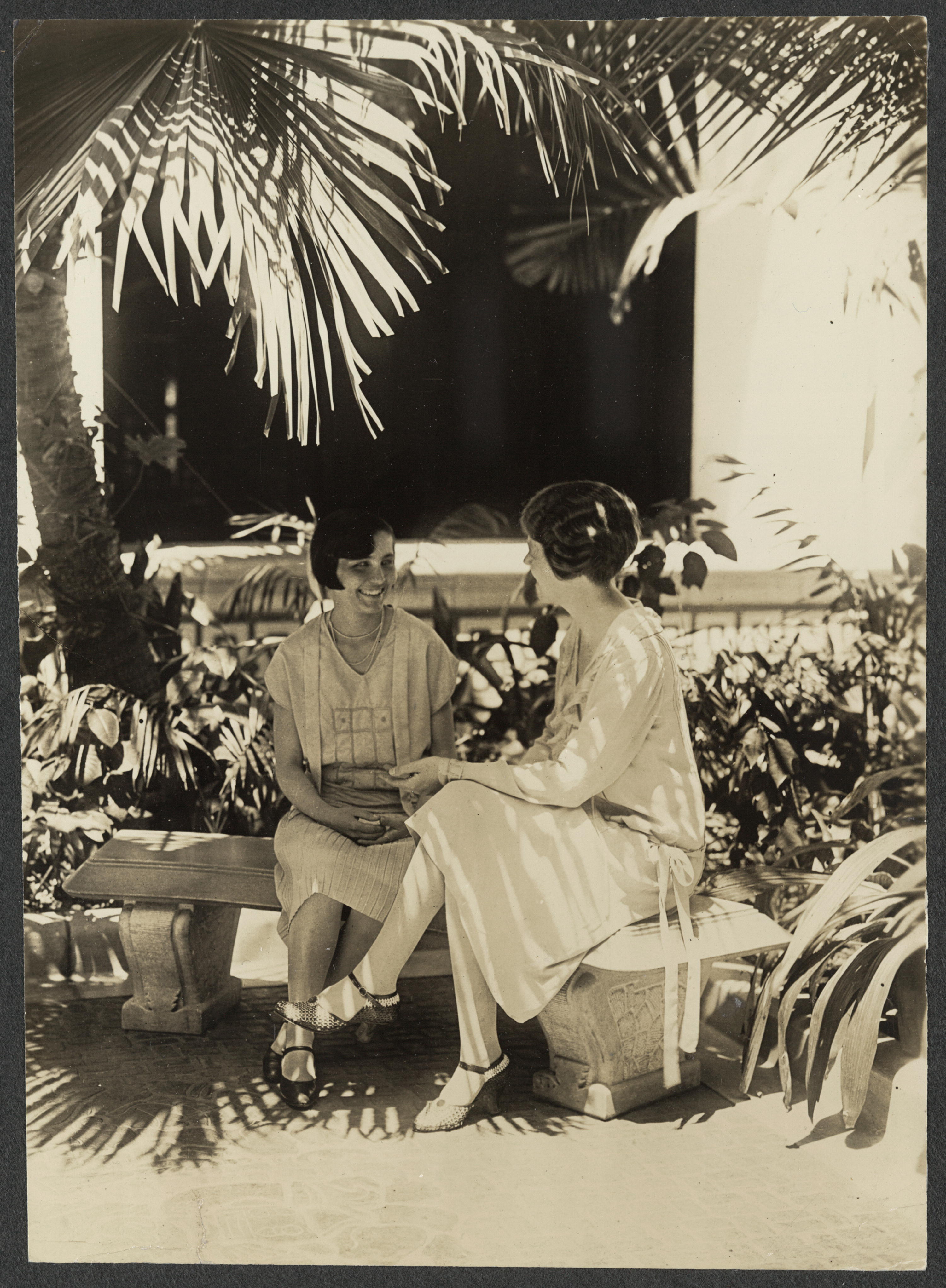
Doris Stevens, rechts, im Gespräch mit Clara González auf der Panamerikanischen Konferenz in Havanna im Januar 1928

Auf der siebten panamerikanischen Konferenz 1933 in Montevideo, präsentierten die Frauen ihre Analyse des rechtlichen Status von Frauen in jedem der 21 Mitgliedsländer. Der erste Bericht, der sich eingehend mit den bürgerlichen und politischen Rechten von Frauen befasste, wurde ausschließlich von Frauen erstellt. Sie schlugen einen Vertrag über die Gleichberechtigung von Frauen vor, der von der Konferenz abgelehnt wurde, obwohl er von Kuba, Ecuador, Paraguay und Uruguay unterzeichnet wurde. Drei dieser Staaten hatten Frauen bereits das Wahlrecht gewährt, und keiner der vier Staaten ratifizierte den Vertrag nach der Konferenz. Die Frauen hatten jedoch die erste internationale Resolution vorgelegt, in der das Wahlrecht für Frauen empfohlen wurde. Als Nächstes präsentierte Stevens ihre Materialien, die die Ungleichheit zwischen den Rechten von Männern und Frauen zeigten. Zum Beispiel konnten Frauen in 16 Ländern Amerikas überhaupt nicht wählen, in zwei Ländern konnten sie mit Einschränkungen wählen und in drei Ländern hatten sie die gleiche Wahlberechtigung. In 19 amerikanischen Ländern hatten Frauen nicht das gleiche Sorgerecht für ihre Kinder, darunter in sieben US-Bundesstaaten, und nur zwei Länder erlaubten Frauen die gemeinsame Autorität ihrer eigenen Kinder. Keines der lateinamerikanischen Länder erlaubte Frauen, in Jurys zu arbeiten, und 27 US-Bundesstaaten untersagten Frauen die Teilnahme an Jurys. Die Scheidungsgründe in 14 Ländern und 28 Staaten waren für Männer und Frauen unterschiedlich, und eine Frau konnte in 13 Ländern und zwei US-Bundesstaaten kein eigenes Eigentum verwalten.
Nach Überprüfung der Daten genehmigte die Konferenz das erste internationale Abkommen, das jemals über die Rechte der Frau verabschiedet wurde. In der Konvention über die Staatsangehörigkeit von Frauen wurde klargestellt, dass die Staatsbürgerschaft einer Frau, die einen Mann mit einer anderen Staatsangehörigkeit heiratet, beibehalten werden kann. Die Konferenz verabschiedete auch die Konvention über die Staatsangehörigkeit, in der festgelegt wurde, dass weder Ehe noch Scheidung die Staatsangehörigkeit der Familienmitglieder beeinträchtigen könne, und der Schutz der Staatsbürgerschaft auch auf Kinder ausgedehnt wird.
1940 wurde Stevens in den National Council of the National Woman's Party gewählt. Von 1951 bis 1963 war sie Vizepräsidentin der Frauenorganisation Lucy Stone League, die dafür kämpfte, dass Frauen ihren Mädchennamen nach der Heirat behalten und legal verwenden durften. In den 1950er Jahren war sie eine Anhängerin des McCarthyismus und des Antikommunismus. In ihren letzten Jahren unterstützten Stevens die Etablierung feministischer Studien als legitimes Feld akademischer Forschung an amerikanischen Universitäten und versuchte, einen Lucy Stone-Lehrstuhl für Feminismus am Radcliffe College einzurichten.
Stevens starb 1963 in New York City zwei Wochen nach einem Schlaganfall.

## Ehrungen
1986 richtete die Princeton University über die Doris Stevens Foundation einen Stiftungslehrstuhl für Frauenstudien ein. 2004 wurde der dokumentarische Spielfilm Iron Jawed Angels über die Anfänge der Wahlrechtsbewegung gedreht, in dem Laura Fraser die Rolle von Doris Stevens spielt.

## Bibliografie (Auswahl)
- The militant campaign. Washington, D.C.: The National Woman's Party, 1919.
- Jailed for Freedom. New York: Boni and Liveright, 1920.
- L'Egalité des droits pour les femmes par Convention Internationale: Discours prononcé à la session plénière non-officielle de la 6ème conférence Pan-Américaine. Pan-American Conference publication (in French). Washington, D.C.: The National Woman's Party, 1920.
- Tribute to Alva Belmont: late president of the National Woman's Party. Washington, D.C.: Inter American Commission of Women, Pan American Union 1933.
- History of equal rights treaty signed at the VII International Conference of American States by Uruguay, Paraguay, Ecuador and Cuba. Washington, D.C.: Inter American Commission of Women, Pan American Union, 1934.
- A comparison of the political and civil rights of men and women in the United States: statement interpreting the laws of the United States ... and presented for action by the 7th International Conference of American States. Washington, D.C.: U.S. Government Printing Office, 1936.
- En prison pour la liberté! Comment nous avons conquis le vote des femmes aux États-Unis. Paris, France: A. Pedone, 1936.
- Paintings & drawings of Jeannette Scott. Mount Vernon, New York, 1940.